# 中部テレメッセージ
中部テレメッセージ（ちゅうぶテレメッセージ）は、かつて1980年代後半から1990年代にかけて愛知・岐阜・三重をサービスエリアとしてポケットベルなどの事業を行っていた企業。

## 概要
当時はテレメの通称で知られ、1990年代中盤の爆発的なポケベル人気の中で加入者を急増させた。最盛期の1996年にはNTTドコモ東海の加入者数を上回っており、東海地方では人気の高さが窺える。その後、ポケベル人気の中核をなしていた高校生から20代前半の若者らが携帯電話やPHSに急速に移行したことから基地局などの通信設備が過剰となり、その減価償却などに苦しむこととなった。
2000年3月、事業停止しNTTドコモ東海が事業を引き継ぎ、会社を清算している。

## 沿革
- 代表取締役社長　西村　義久

- 1986年
  - 11月6日 - 設立[1]
  - 12月23日 - 事業申請[2]
- 1987年
  - 3月3日  - 第一種電気通信事業許可[3]・無線局予備免許[4]
  - 10月1日 - 開業[5][6]
- 1999年
  - 8月27日 - 清算見込みの報道[7]
  - 9月 - 特別清算を手続き(債務80億円、さらに事業廃止までに20億円)[8]
  - 10月20日 - 特別清算を表明、中部電力(15%出資)が主導[9]
  - 11月15日 - 新規契約受付停止[8]
- 2000年
  - 3月24日 - 事業廃止を郵政大臣が許可[10]
  - 3月31日 - 事業廃止[10]、継続利用者はNTTドコモ東海に移管[8]
  - 4月3日 - 解散を臨時株主総会で決議[10]

## 通信端末
- テルソナ　最盛期の1996年に最も人気の高かった機種。この頃新規加入した若者の大多数がこの機種を購入した。

詳細はテレメッセージ内の通信端末を参照のこと。

## 宣伝活動など

### イメージキャラクター
- 荒井賢太
- 中谷美紀
- 山口弘美
- 三井ゆり
- 河相我聞